# عام 1909 في ويلز
يتمحور هذا المقال حول أهمية عام 1909 واثره على دولة ويلز وشعبها.

## ذوي المناصب المهمة
- أمير دولة ويلز - جورج (جورج الخامس)
- أميرة دولة ويلز - ماري
- رئيس كاهن في أيستدفود الوطني لدولة ويلز - دايفيد

## الأحداث

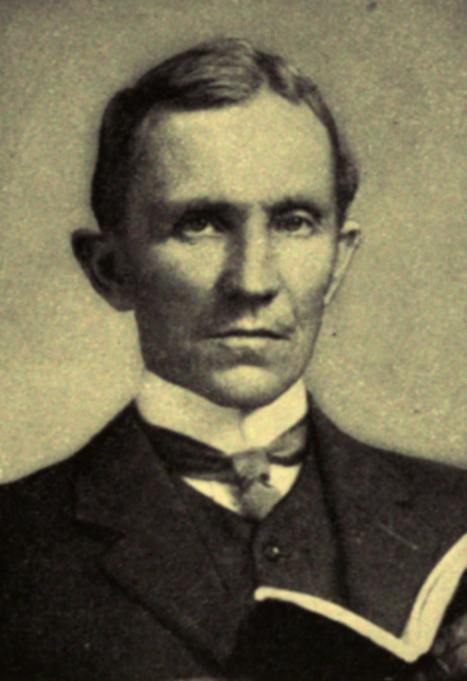
كانون الثاني: إيدجورث ديفيد

- 1  كانون الثاني: أصبح جون بالينجر أول أمين مكتبة في مكتبة ويلز الوطنية حيث انه يتم إنشاؤها في آبريستويث في مبانٍ مؤقتة مبدئياً في غرف الاجتماعات السابقة.
- 16 كانون الثاني: أصبح إيدجورث ديفيد عضو من الرحلة الاستكشافية التي وصلت إلى القطب الجنوبي المغناطيسي بنجاح.
- 2 تموز: قُتِل ستة وثلاثون رجلاً جرّاء انهيار خندق خلال بناء رصيف ميناء أليكساندرا في موانئ نيوبورت.
- 26 تموز إلى 7 آب: أُقيمت مسابقة الجمال الوطنية في قلعة كارديف في ويلز.
- في شهر آب: أصبح نوح أبليت أحد الأعضاء المؤسسين لجهة تعليمية للفئة العاملة في جامعة روسكين في أكسفورد.
- 30 آب: تصل سفينة آر إم إس موريتانيا إلى فيشجارد.
- في شهر تشرين الأول: وصول مقياس هطول الأمطار الشهري إلى 56،5 بوصة (1440 مليمتر) في بحيرة لين ليدو في سنودونيا وهو رقم قياسي لبريطانيا.
- 29 تشرين الأول: قُتِل 26 رجلاً نتيجة لحادث تعدين في منجم دارِن في نيو تريدجار.
- في شهر كانون الأول: مَنَح إدوارد السابع ميدالية ألبرت إلى توماس «تويا» لويس لبطولته في إنقاذ الناجين من انهيار رصيف ميناء نيوبورت في الثاني من تموز.
- افتتاح رصيف ميناء كينج - جزء من موانئ مدينة سوانسي-.
- جمع أول فحم حجري من منجم بينالتا.
- افتتاح أول محطة إنقاذ مناجم في جنوب ويلز في أبيرامان.
- اشترى هنري هايدن جونز لائحة محجر برين إغلويز وعقار وقرية أبرجينووِن وسكة حديد تاليلِن.
- أصبح توماس مدير لجامعة بالا-بانجور اللاهوتية.

- تواريخ تقريبية
  - اكتمال بناء جسر بيرو على نهر تاف وأعلى بلدة بونتيبريد وهو أطول امتداد خرساني مسلح في المملكة المتحدة حيث صممه إل جي موشيل لبراءات الاختراع هينابيك وبناه واتكين ويليامز وبيج.
  - تأسيس أول متجر كلاركس بايز في كارديف.

## الفنون والأدب

### الجوائز
- أُقيم مهرجان ايستدفود الوطني الموسيقي في ويلز في لندن.
  - الرئيس: تي جوين جونز
  - ولي العهد: دبليو جاي قرافيد

### الكتب الجديدة
- كتاب هوميليا (Homilïau) (المجلد الثاني) للكتّاب إمرس آب إيوان (بعد وفاتهم).
- كتاب ثلاثة أكواب ذهبية (Tair cwpan Aur) للكاتب هيو برايتون هيوز.
- كتاب الدولة الجنوبية (The South Country) للكاتب إدوارد توماس

### الموسيقى
- أغنية جزيرة الأطفال (Ynys y Plant) للموسيقي إفان توماس ديفيز

## الرياضة
- الملاكمة

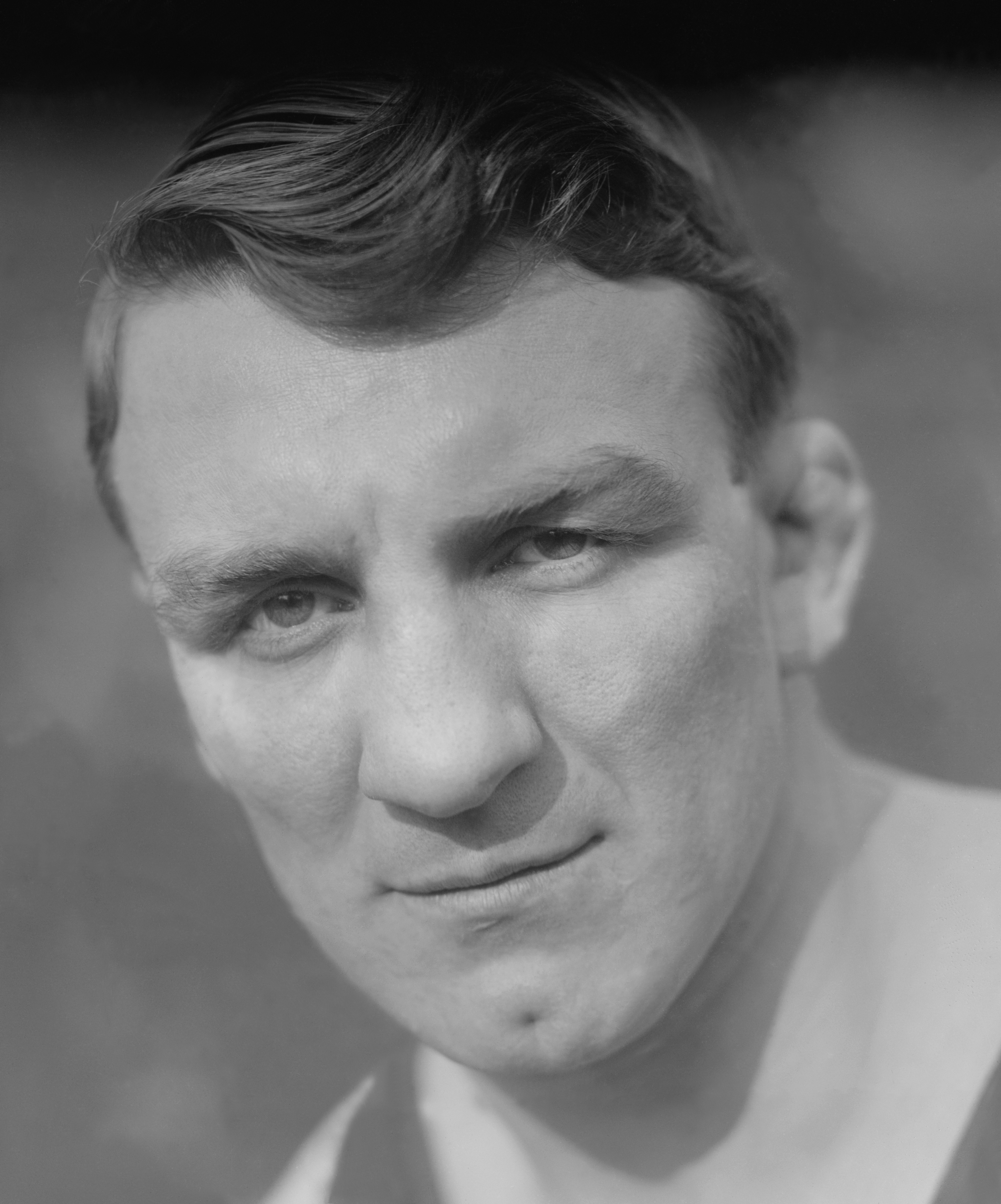
فريدي ويلش

- 23 آب: ربِح فريدي ويلش البطولة الأوروبية للوزن الخفيف (في جبال آش).
- 8 تشرين الثاني: ربِح فريدي ويلش البطولة البريطانية للوزن الخفيف وأصبح أول ملاكم يُمنح الحزام اللونسديلي (في لندن).
- 20 كانون الأول: مُنِح توماس توماس أول حزام لونسديلي للوزن المتوسط.
- ألعاب القوى (سباقات المضمار والميدان)
  - 23 آب: يهزم الويلزي فريد «تيندبي» ديفيز الآيرلندي بيرت داي ليصبح بطل العالم بمسافة نصف ميل.
- دوري لعبة الرغبي
  - أُدرج فريق أبردير (نادي كرة قدم دوري لعبة الرغبي) (RLFC) وباري (RLFC) ومنتصف روندا (RLFC) بعد موسم واحد فقط. وفاز إبو فاليه بأول منافسة دوري في ويلز.
- اتحاد لعبة الرغبي
  - فوز ويلز بثاني بطولة كبرى لهم.

## أهم المواليد
- 4 كانون الثاني: المشرد غليندور مايكل الذي أُستخدمت جثته ليحمل اسم وليام مارتن آر إم في عملية «مينسميت» (توفي عام 1943).
- 29 كانون الثاني: جورج توماس أول نبيل في تونيباندي (توفي عام 1997).
- 14 شباط: هاري بيكوك، لاعب اتحاد الرغبي في ويلز (توفي عام 1996).
- 20  شباط: بيل روبرتز، لاعب اتحاد الرغبي العالمي من ويلز (توفي عام 1969).
- 5 آذار: هاوارد توماس، منتج إذاعي وتلفزيوني (توفي عام 1986).
- 10 آذار: غلين مودي، ملاكم (توفي عام 1989).
- 30 آثار: داي توماس، لاعب رغبي وطني في ويلز (تاريخ الوفاة غير معروف).
- 1 نيسان: جورج إوارت إفانز، دارس للتراث الشعبي والتاريخ الشفهي (توفي عام 1988).
- 11 أيار: أنرين ترفان ديفيز، كاتب وناشر (توفي عام 1980).
- 11 حزيران: روني بون، لاعب اتحاد رغبي في ويلز (توفي عام 1998).
- 12 حزيران: مانسيل توماس، ملحن وقائد فرقة موسيقية (توفي عام 1986).
- 16 تموز: إدي جنكينز، لاعب كرة قدم (توفي عام 2005).
- 28 تموز: جاك مورلي، لاعب رغبي لاينز البريطاني والويلزي (توفي عام 1972).
- 25 آب: أرويل هيوز، ملحن (توفي عام 1988).
- 30 أيلول: آرثر بروبرت، سياسي (توفي عام 1975).
- 1 تشرين الأول: جيم لانغ، لاعب اتحاد رغبي في ويلز (توفي عام 1991).
- 24 تشرين الأول: إلوين جونز، البارون إلوين جونز، سياسي (توفي عام 1989).
- 25 تشرين الأول: والتر فيكري، لاعب رغبي الوطني في ويلز (توفي عام 2000).
- 7 تشرين الثاني: آيرين وايت، سياسية (توفيت عام 1999).
- 29 تشرين الثاني: جورونوي ريس، صحفي وأكاديمي (توفي عام 1979).
- 14 كانون الأول: رونالد ويلتش، كاتب روايات تاريخية (توفي عام 1982).
- تواريخ غير معروفة
  - إسحاق ديفيز (إيك ديفيز)، كاتب مسرحي (توفي عام 1993).
  - إيفان روبرتس، عالِم نباتات (توفي عام 1991).

## الوفيات

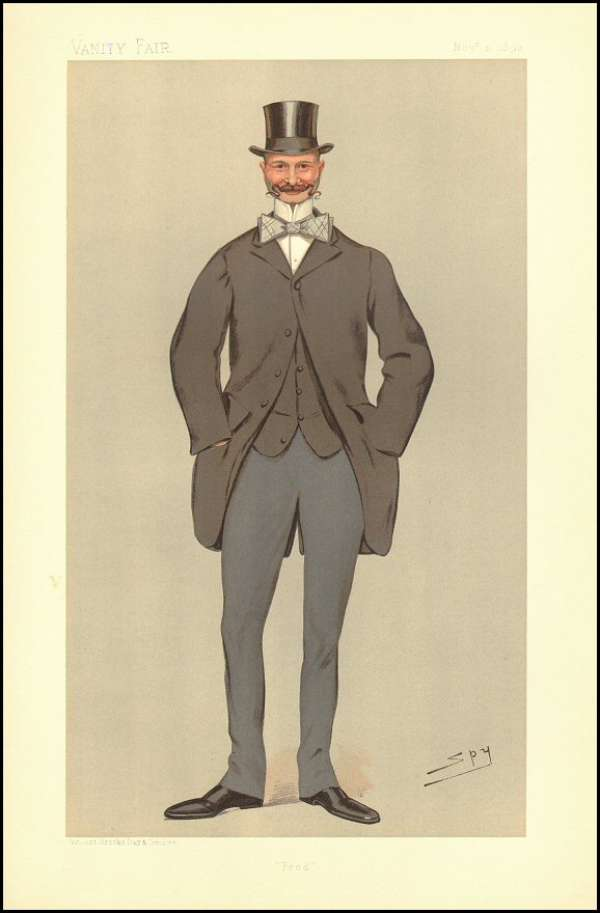
كانون الثاني: فريدريك كورتيناي مورغان

- 3 كانون الثاني: روبرت بيرد، سياسي توفي بعمر 69.
- 9 كانون الثاني: فريدريك كورتيناي مورغان، سياسي توفي بعمر 74.
- 9 آذار: ديفيد توماس (ديوي هيفين)، شاعر توفي بعمر 80.
- 31 أيار: توماس برايس، رئيس وزراء جنوب أستراليا.
- 9 حزيران: والتر رايس إيفانز، لاعب رغبي عالمي من ويلز.
- 1 آب: هيو رولاندز، مستلم صليب الملكة فيكتوريا.
- 22 تشرين الأول: ديفيد روجِرز، سياسي في كندا توفي بعمر 79.
- 10 تشرين الثاني: جورج إسيكس إفانز، شاعر ويلزي وأسترالي توفي بعمر 46 (نتيجة مضاعفات عملية المرارة).
- 11 كانون الأول: لودفيغ موند، صناعي توفي بعمر 70.
- 13 كانون الأول: الفريد لويس جونز، سَيّد نقل بحري توفي بعمر 64.
- تواريخ غير معروفة
  - أيفور جيمس، تربوي.
  - كاثرين برِتشارد، شاعرة.